# خلیج درین
خلیج درین (به لاتین: Gulf of Drin) یک پهنه آبی در آلبانی است که در کرانه دریای آدریاتیک واقع شده‌است.